# Мануел Сатурніно да Кошта
Мануел Сатурніно да Кошта (29 листопада 1942 — 10 березня 2021) — політичний діяч Гвінеї-Бісау, посол в СРСР та Кубі, прем'єр-міністр країни у 1994—1997 роках.